# Гламочевичи
Гламочевичи (серб. Гламочевићи) — населенный пункт (деревня) в общине Чайниче, который принадлежит энтитету Республике Сербской, Босния и Герцеговина. По результатам югославской переписи населения 1991 года в Гламочевичах проживало 90 человек.

## Население
В населении деревни значительно преобладают сербы, доля остальных национальностей мала, среди меньшинств можно выделить мусульман (боснийцев).
| 1961                           | 1971 | 1981 | 1991 | - | - | - |
| ------------------------------ | ---- | ---- | ---- | - | - | - |
| 384                            | 307  | 237  | 90   | - | - | - |
| Гистограмма динамики населения |      |      |      |   |   |   |

### Национальный состав населения
на 1991 год:
- Сербы — 70 человек (77,78 %)
- Хорваты — 0 человек (0,00 %)
- Мусульмане — 20 человек (22,22 %)
- Югославы — 0 человек (0,00 %)
- Другие и неизвестно — 0 человек (0,00 %)